# 马特乌什·米哈尔斯基
马特乌什·米哈尔斯基（波蘭語：Mateusz Michalski，1987年8月29日—），波兰男子田径运动员。他曾代表波兰参加2008年、2012年和2016年夏季残疾人奥林匹克运动会田径比赛，获得一枚金牌和一枚银牌。